# Olav Kooij
Olav Kooij (Numansdorp, 17 ottobre 2001) è un ciclista su strada olandese che corre per il Team Visma-Lease a Bike.
Professionista dal 2021, ha vinto tre tappe al Giro d'Italia e la medaglia d'argento agli Europei in linea.

## Carriera
Considerato una promessa del ciclismo, si mette in luce nella categoria Juniores, cogliendo alcune vittorie in gare internazionali nel biennio 2018-2019, e rappresentando il suo paese ai campionati europei 2019 ad Alkmaar.
Nel 2020 passa alla Jumbo-Visma Development Team (squadra Continental di sviluppo della Jumbo-Visma), dove sin dalle prime gare corse ottiene ottimi risultati: secondo alla Ster van Zwolle e primo all'Umag Trophy e al Poreč Trophy in Slovenia; alla ripresa delle competizioni, a seguito del blocco causato dalla pandemia di COVID-19, vince anche il Grand Prix Kranj. Si aggiudica poi anche una frazione alla Settimana Internazionale di Coppi e Bartali, e le due tappe (di cui una cronometro a squadre) e la classifica finale dell'Orlen Nations Grand Prix, gara polacca valida per la Coppa delle Nazioni Under-23. In stagione conclude anche quinto nella prova in linea Under-23 dei campionati europei a Plouay.
Nel febbraio 2021 fa il suo esordio da professionista con il team Jumbo-Visma alla Omloop Het Nieuwsblad, gara del calendario World Tour. In stagione è medaglia di bronzo nella prova in linea Under-23 ai Mondiali nelle Fiandre, vince due tappe e la classifica a punti al Giro di Croazia, e si piazza terzo al Gran Piemonte. Nel 2022 esplode ad alto livello mettendo a referto dodici successi stagionali: tra questi spiccano la vittoria di tappa al Giro di Polonia, gara del calendario World Tour, i trionfi nelle classifiche finali del Circuit de la Sarthe e dello Ster ZLM Toer (con due e tre successi parziali rispettivamente), le due tappe vinte al Giro di Danimarca e il successo al Münsterland Giro. In stagione è anche quinto al mondiale Under-23 in linea di Wollongong.

## Palmarès
- 2018 (Juniores)

1ª tappa, 2ª semitappa Coupe du Président de la Ville de Grudziądz (Jabłonowo Pomorskie > Jabłonowo Pomorskie)
4ª tappa Coupe du Président de la Ville de Grudziądz (Grudziądz > Grudziądz)
Classifica generale Coupe du Président de la Ville de Grudziądz
- 2019 (Juniores)

3ª tappa Internationale Juniorendriedaagse (Sluiskil > Sluiskil)
1ª tappa Tour de DMZ (Goseong > Inje)
3ª tappa Tour de DMZ (Hwacheon > Yeoncheon)
5ª tappa Tour de DMZ (Ganghwa > Ganghwa)
- 2020 (Jumbo-Visma Development Team)

Umag Trophy
Poreč Trophy
Grand Prix Kranj
1ª tappa, 1ª semitappa Settimana Internazionale di Coppi e Bartali (Gatteo > Gatteo)
2ª tappa Orlen Nations Grand Prix (Rzeszów > Rzeszów)
Classifica generale Orlen Nations Grand Prix
- 2021 (Jumbo-Visma, due vittorie)

2ª tappa Giro di Croazia (Slunj > Otočac)
4ª tappa Giro di Croazia (Zara > Cirquenizza)
- 2022 (Jumbo-Visma, dodici vittorie)

2ª tappa Circuit de la Sarthe (Le Lude > Le Lude)
4ª tappa Circuit de la Sarthe (La Chapelle-Saint-Aubin > La Chapelle-Saint-Aubin)
Classifica generale Circuit de la Sarthe
1ª tappa Tour de Hongrie (Csákvár > Székesfehérvár)
1ª tappa Ster ZLM Toer (Kapelle > Kapelle)
2ª tappa Ster ZLM Toer (Veere > Goes)
5ª tappa Ster ZLM Toer (Made > Rijsbergen)
Classifica generale Ster ZLM Toer
1ª tappa Giro di Polonia (Kielce > Lublino)
1ª tappa Giro di Danimarca (Allerød > Køge)
3ª tappa Giro di Danimarca (Otterup > Herning)
Münsterland Giro
- 2023 (Jumbo-Visma, tredici vittorie)

5ª tappa Parigi-Nizza (Saint-Symphorien-sur-Coise > Saint-Paul-Trois-Châteaux)
1ª tappa Quattro Giorni di Dunkerque (Dunkerque > Abbeville)
4ª tappa Quattro Giorni di Dunkerque (Maubeuge > Achicourt)
Heistse Pijl
4ª tappa Ster ZLM Toer (Oosterhout > Oosterhout)
Classifica generale Ster ZLM Toer
4ª tappa Giro di Polonia (Strzelin > Opole)
1ª tappa Tour of Britain (Altrincham > Manchester)
2ª tappa Tour of Britain (Wrexham > Wrexham)
3ª tappa Tour of Britain (Goole > Beverley)
4ª tappa Tour of Britain (Sherwood Forest > Newark-on-Trent)
3ª tappa Tour of Guangxi (Nanning > Nanning)
6ª tappa Tour of Guangxi (Guilin > Guilin)
- 2024 (Team Visma-Lease a Bike, otto vittorie)

Clásica de Almería
5ª tappa UAE Tour (Al Aqah > Umm al-Qaywayn)
1ª tappa Parigi-Nizza (Les Mureaux > Les Mureaux)
5ª tappa Parigi-Nizza (Saint-Sauveur-de-Montagut > Sisteron)
9ª tappa Giro d'Italia (Avezzano > Napoli)
4ª tappa Giro di Polonia (Kudowa-Zdrój > Prudnik)
7ª tappa Giro di Polonia (Wieliczka > Cracovia)
Classica di Amburgo
- 2025 (Team Visma-Lease a Bike, sei vittorie)

1ª tappa Tour of Oman (Bawshar > Bimmah Sinkhole)
4ª tappa Tour of Oman (Oman Across Ages Museum > Oman Convention and Exhibition Centre)
4ª tappa Tirreno-Adriatico (Norcia > Trasacco)
12ª tappa Giro d'Italia (Modena > Viadana)
21ª tappa Giro d'Italia (Roma > Roma)
1ª tappa Giro di Polonia (Breslavia > Legnica)

### Altri successi
- 2018 (Juniores)

Classifica a punti Coupe du Président de la Ville de Grudziądz
Classifica giovani Coupe du Président de la Ville de Grudziądz
- 2020 (Jumbo-Visma Development Team)

1ª tappa Orlen Nations Grand Prix (Rzeszów > Rzeszów, cronosquadre)
- 2021 (Jumbo-Visma)

Classifica a punti Giro di Croazia
- 2022 (Jumbo-Visma)

Classifica giovani Circuit de la Sarthe
Classifica a punti Ster ZLM Toer
Classifica giovani Ster ZLM Toer
- 2023 (Jumbo-Visma)

3ª tappa Parigi-Nizza (Dampierre-en-Burly > Dampierre-en-Burly, cronosquadre)
Classifica a punti Quattro Giorni di Dunkerque
Classifica a punti Ster ZLM Toer
Classifica giovani Ster ZLM Toer
Classifica a punti Tour of Britain

## Piazzamenti

### Grandi Giri
- Giro d'Italia

2024: non partito (10ª tappa)
2025: 149º

### Classiche monumento
- Milano-Sanremo

2024: 14º
2025: 8º

### Competizioni mondiali
- Campionati del mondo

Fiandre 2021 - In linea Under-23: 3º
Wollongong 2022 - In linea Under-23: 5º
Glasgow 2023 - In linea Elite: 45º

### Competizioni continentali
- Campionati europei

Alkmaar 2019 - In linea Juniores: 7º
Plouay 2020 - In linea Under-23: 5º
Drenthe 2023 - In linea Elite: 3º
Limburgo 2024 - In linea Elite: 2º